# カサブランカ (護衛空母)
カサブランカ (USS Casablanca, ACV/CVE-55) は、アメリカ海軍の護衛空母。カサブランカ級航空母艦の1番艦。艦名はカサブランカ沖海戦に因んで名付けられた。

## 艦歴
当初は「アミール (Ameer, AVG-55) 」の艦名で1942年8月20日に ACV-55 （補助空母）に艦種変更され、1943年1月23日に「アラゾン・ベイ(Alazon Bay) 」に改名された。その後1943年4月3日に「カサブランカ」に改名され、1943年7月15日に CVE-55 （護衛空母）へと艦種変更された。カサブランカは1943年4月5日に合衆国海事委員会の契約下ワシントン州バンクーバーのカイザー造船所で起工する。1943年7月8日にエレノア・ルーズベルトによって進水、海軍に引き渡され、同日W. W. ギャラウェイ艦長の指揮下で就役する。その後「カサブランカ」は太平洋艦隊（チェスター・ニミッツ大将）に配属された。
「カサブランカ」は1944年8月までファンデフカ海峡で訓練艦として護衛空母の乗員を訓練し、8月24日にサンフランシスコで兵員、航空機、ガソリンを積み込みパプアニューギニアのマヌス島へ向かう。10月8日にシアトルに帰還し、ピュージェット湾で再び訓練任務を再開し1945年1月22日まで行った後、サンディエゴで修理を行う。
3月13日に出港、真珠湾に向かった「カサブランカ」はその後兵員と航空機をグアム西岸に輸送する。5月12日までサマール島、マヌス島、パラオに向けて輸送任務に従事し、その後オーバーホールのため帰還する。6月24日に兵員を輸送して真珠湾に到着し、夏の間中、西海岸から真珠湾及びグアムへ兵員を輸送した。8月にサイパンで空母として短期間訓練を行った後、帰還兵を乗せサンフランシスコへ向かい9月24日に到着する。その後も太平洋艦隊で西海岸から真珠湾に向けての兵員輸送を9月、10月、11月まで行う。「カサブランカ」は真珠湾、エスピリトゥサント島、ヌメアから兵員を輸送した。最後の兵員輸送は12月8日から1946年1月16日にかけて行われたサンフランシスコから横浜に向けての物であった。「カサブランカ」は1月23日にバージニア州ノーフォークに向けてサンフランシスコを出航し、2月10日に到着した。その後、同地で6月10日に退役し、1947年4月23日にスクラップとして売却された。